# Pasirkaliki (Cicendo)
Pasirkaliki is een bestuurslaag in het regentschap Kota Bandung van de provincie West-Java, Indonesië. Pasirkaliki telt 9600 inwoners (volkstelling 2010).